# Ouratea orisina
Ouratea orisina är en tvåhjärtbladig växtart som beskrevs av Claude Henri Léon Sastre. Ouratea orisina ingår i släktet Ouratea och familjen Ochnaceae. Inga underarter finns listade i Catalogue of Life.